# Bolyphantes kilpisjaerviensis
Bolyphantes kilpisjaerviensis là một loài nhện trong họ Linyphiidae.
Loài này thuộc chi Bolyphantes. Bolyphantes kilpisjaerviensis được Palmgren miêu tả năm 1975.